# Fasi (città)
Fasi (greco antico: Φάσις, Phasis) era una città antica e dell'alto Medioevo situata sulla costa orientale del Mar Nero, fondata nel VII-VI secolo a.C. come colonia dei greci milesi alle foci dell'eponimo fiume della Colchide, nei pressi dell'odierna città portuale di Poti, Georgia.

## Etimologia
I nomi dell'antica Fasi e dell'odierna Poti sono apparentemente collegati fra loro, ma l'etimologia viene disputata tra gli studiosi. Il termine Fasi ("Phasis") viene per la prima volta menzionato nella Teogonia di Esiodo (700 a.C. circa) come un nome di fiume e non di città. Il primo insediamento greco deve essere stato fondato qui non molto prima della fine del VII secolo a.C., e probabilmente all'inizio del VI secolo a.C., ricevendo il nome dal fiume. Fin da quando Erich Diehl, 1938, per prima ipotizzò un'origine non-ellenica del nome, asserendo che il nome Fasi possa essere stato un derivato di un idronimo locale, molte spiegazioni sono state proposte, collegando il nome al *Poti georgiano-zan, allo svan *Pasid e anche a una parola semitica, che significa "fiume d'oro". L'uso collettivo dell'etnico Φασιανοί (Phasianoi), fasiani, viene attestato in Senofonte ed Eraclide Lembo.

## Storia
Fasi appare in numerose fonti classiche e medievali come pure nella mitologia greca, particolarmente nel ciclo delle Argonautiche. Il nome della città viene altresì riportato da Eraclide, Pomponio Mela e Stefano di Bisanzio come fondata dai milesi. Fasi viene riferita come una polis Hellenis nel Periplo di Pseudo-Scilace e Ippocrate la chiama emporion, ovvero "luogo di commercio". Secondo le fonti classiche, Fasi ebbe la sua costituzione, incluso il Corpus Aristotelicum di 158 politeiai.
Fu probabilmente una città mista ellenica-"barbarica" e sembra sia stata una componente vitale della presunta rotta commerciale che andava dall'India al Mar Nero, attestata dagli autori classici Strabone e Plinio. Durante la Terza guerra mitridatica, Fasi finì sotto il controllo romano. Qui, il comandante in capo romano, Pompeo, avendo attraversato la Colchide dall'Iberia, incontrava il legato Servilio, ammiraglio della sua flotta sull'Eusino nel 65 a.C. Dopo l'introduzione del Cristianesimo, Fasi fu la sede della diocesi greca, e uno dei suoi vescovi, Ciro, divenne patriarca di Alessandria tra il 630 e il 641 d.C. Durante la guerra lazica tra gli imperi romano d'oriente e sasanide iranico (542–562) Fasi venne attaccata dall'armata iranica, ma senza successo.

## Ubicazione dell'antica Fasi
La ricerca della città di Fasi ha una lunga storia. Il viaggiatore francese Jean Chardin, che visitò la Georgia nel 1670-1680, cercò, sebbene invano, di trovare le prove riguardo all'esistenza dell'antica polis greca alle foci del fiume Fasi (Rioni). Il primo tentativo di identificazione scientifico, basato sull'analisi degli autori classici e bizantini e la sua propria ricerca sul campo, appartiene allo studioso svizzero Frédéric Dubois de Montpéreux, che viaggiò in quella regione tra il 1831 e il 1834.
La conclusione principale di Dubois – condivisa dai principali studiosi di oggi – fu che, a causa dei mutamenti geomorfologici avvenuti nella zona, Fasi dovrebbe essere cercata a est dell'odierna Poti, e che l'antica città fosse stata nel corso del tempo in diversi luoghi. Sulle orme di Dubois, la maggioranza degli studiosi ha identificato la fortezza descritta dall'antico storico greco Arriano con le rovine chiamate dai locali Najikhuri, che letteralmente significa "sito di una precedente fortezza". Esso è stato utilizzato come uno dei punti di riferimento principali. Tuttavia, quando agli inizi degli anni '60, gli studiosi georgiani Otar Lordkipanidze e Teimuraz Mikeladze iniziarono studi archeologici su vasta scala dell'area, queste rovine risultavano essere già state demolite dalle autorità sovietiche durante la costruzione di un campo di aviazione tra il 1959 e il 1960.
Dopo molti anni di incertezza e dibattiti accademici, il sito di questo insediamento adesso sembra sia stato identificato, grazie all'archeologia subacquea, praticata in condizioni difficili. Apparentemente il lago che Strabone riportava come confinante con un lato di Fasi adesso si trova del tutto, o in parte, inabissato. Inoltre, una serie di problemi riguardanti l'esatta ubicazione della città e l'identificazione delle sue rovine restano ancora aperti a causa dei grandi processi geomorfologici accaduti, nel corso dei secoli, nell'area più bassa del Rioni e del mutamento del corso del fiume attraverso la zona umida. La zona lungo il fiume Fasi era una componente vitale di una presunta rotta commerciale che dall'India arrivava fino al Mar Nero, attestata da Strabone e Plinio. Anche Agazia (536-582/594 d.C. circa) allude ad un lago nelle vicinanze, ora identificato con il lago Paliastomi, teatro di molte spedizioni archeologiche subacquee. Lo studente georgiano del XVIII secolo, il principe Vakhushti, concorda con queste attestazioni, riferendo che 
"a sud di Poti, chiuso dal mare, vi è il grande lago Paliastomi, il cui canale sbocca nel mare. Le navi entrano da qui e vengono ad ancorarsi nel lago. […] Si è detto che una volta ci fosse qui stata una città, attualmente sott'acqua".